# Нойес, Джордж
Джордж Нойес (англ. George Loftus Noyes; 1864—1954) — американский художник канадского происхождения. Был видным представителем Бостонской школы американского импрессионизма.

## Биография
Родился в 1864 году в городе Chatham-Kent, провинция Онтарио.
Учился в начале 1880-х годов в обычной школе штата Массачусетс. Художественное образование получал  в 1890—1893 годах во Франции в парижской Академии Коларосси. Особое влияние на Нойеса оказал французский художник Jean-André Rixens.
Вернувшись в США, работал в Бостоне. Джордж Нойес был одним из уважаемых бостонских художников начала 1900-х годов, писавших пейзажи и натюрморты. Он выставлялся в Пенсильванской академии изящных искусств, Художественном институте Чикаго и в галерее Коркоран; был членом разных художественных ассоциаций, включая North Shore Art Association, Boston Art Society и Guild of Boston Artists.
Летом 1901 года в городке Annisquam, штат Массачусетс, Нойес обучал живописи Ньюэлла Уайета — основателя династии художников: Эндрю — сын, Джейми — внук.
В Бостоне Нойес работал в студии Fenway Studios с другими художниками, среди которых были Лила Перри, Уильям Пэкстон, Эдмунд Тарбелл и другие. После того, как в 1939 году пожар уничтожил сотни его работ, Нойес погрузился в глубокую депрессию.
Умер в 1954 году в городе Питерборо, штат Нью-Гэмпшир.